# Joseph Milner
Joseph Milner (Leeds, 1744 – Hull, 15 novembre 1797) è stato un presbitero britannico anglicano vicino all'evangelicalismo.

## Biografia
Joseph Milner nacque a Leeds nel 1744 e fu educato alla Leeds Grammar School e a Catharine Hall, a Cambridge. Dopo la laurea andò a Thorp Arch come assistente in una scuola tenuta da Christopher Atkinson, il vicario della parrocchia, ricevette gli ordini sacri, e divenne curato di Atkinson. A Thorp Arch egli instaurò una lunga amicizia con il figlio del vicario, Miles Atkinson, che in seguito divenne un leader del partito evangelico e vicario di Saint Paul, a Leeds.
Ancora diacono, Milner lasciò Thorp Arch per diventare preside della Hull Grammar School. Ivi, i suoi pupilli includevano William Dealtry, Samuel Marsden, George Pryme, Thomas Perronet Thompson e Peter William Watson.
Milner, nel 1768, fu eletto lettore pomeridiano alla Holy Trinity Church di Hull. In quella città, ora pagava per l'educazione del suo fratello Isaac. Nel 1770 divenne un seguace della crescente scuola evangelica, sospettata di metodismo, e la natura della sua congregazione alla High Church cambiò. Egli si prese a carico anche della parrocchia di North Ferriby. Hull divenne un centro dell'evangelismo.
I principali amici di Milner furono il reverendo James Stillingfleet di Hotam e il reverendo William Richardson di York, i quali entrambi gli mostrarono le proprie visioni religiose. Nel 1792 ebbe un severo attacco di febbre; nel 1797 il sindaco e la corporazione gli offrirono di vivere a Holy Trinity, principalmente grazie agli sforzi di William Wilberforce, ma Milner si ammalò e morì in breve tempo il 15 novembre del 1797. Fu sepolto nella Holy Trinity Church, e un monumento alla sua memoria fu eretto nella chiesa.

## Opere
Le opere pubblicate di Milner includevano saggi e numerosi sermoni, ma il suo lavoro più conosciuto è la History of the Church of Christ (Storia della Chiesa del Cristo, Londra 1794-1809). Visse per completare il primo dei tre volumi, e i due furono aggiunti in seguito da suo fratello, Isaac (1750-1820), decano di Carlisle, che ripubblicò l'intero lavoro nel 1810. John Scott (1777-1834) pubblicò una continuazione in tre volumi (1826, 1829 e 1831). Samuel Roffey Maitland criticò la Storia di Milner sul Waldenses (1832); il Reverendo John King difese Milner, ma Maitland pubblicò le Strictures on Milner's Church History nel 1834. Ne seguì una controversia, e l'opera di Milner ebbe una nuova edizione, pubblicata dal Reverendo Thomas Grantham nel 1847.
Altre opere pubblicate da Milner nel corso della sua vita furono:
- Gibbon's Account of Christianity considered, with some Strictures on Hume's Dialogues on Natural Religion, 1781.
- Some Remarkable Passages in the Life of William Howard, who died at North Ferriby on 2 March 1784, 1785.
- Essays on several Religious Subjects, chiefly tending to illustrate the Scripture Doctrine of the Influence of the Holy Spirit, 1789[1].

Egli pubblicò anche, con il Reverendo W. Richardson, il Posthumous Works di Thomas Adam (1786).
Dopo la morte di Joseph Milner molti dei suoi sermoni furono trovati, e questi furono pubblicati in quattro volumi sotto il titolo di Practical Sermons: il primo (1800) con un ricordo del curatore, il fratello Isaac Milner; il secondo (1809), a cura del Reverendo W. Richardson. Questi due sermoni furono in seguito ripubblicati assieme. Un terzo volume (1823) fu curato dal Reverendo John Fawcett, e un quarto (1830), On the Epistles to the Seven Churches, the Millennium, the Church Triumphant, and the 130th Psalm, da Edward Bickersteth. Nel 1855 l'Essentials of Christianity, theoretically and practically considered di Milner, che era stato lasciato come manoscritto, ed era stato revisionato da suo fratello, fu pubblicato per il Religious Tract Society da Mary Milner, la nipote orfana di cui Joseph Milner si era preso carico e biografa di suo zio Isaac.